# Daniel Woge
Daniel Woge   (Berlín, 1717 - Neustrelitz, 1797) va ser un dibuixant i pintor alemany.

## Biografia
Va néixer a Berlín i es va formar amb Antoine Pesne abans de ser convocat a Neustrelitz per Adolf Frederic IV per ser el seu pintor de la cort. Va romandre a la ciutat fins a la seva mort allà. Va produir principalment retrats d'Adolf Frederic i la seva família, tot i que també va produir retaules (com el de la Nikolaikirche de Friedland) i va produir dibuixos que altres treballaven per gravar. Tots els principals museus de Mecklenburg tenen pintures seves a les seves col·leccions; també n'hi ha a la col·lecció de retrats del castell de Gripsholm, a Suècia.
El 1770 va rebre l'encàrrec del príncep hereu Carles de pintar una sèrie en olis que mostressin els ídols de Prillwitz. Johann Conrad Krüger va produir gravats després de les pintures originals i es van incloure en el volum de 1771 Die gottesdienstlichen Alterthümer der Obotriten aus dem Tempel zu Rhetra, am Tollenzer-See, coautor d'Andreas Gottlieb Masch i del mateix Woge.

## Obres seleccionades

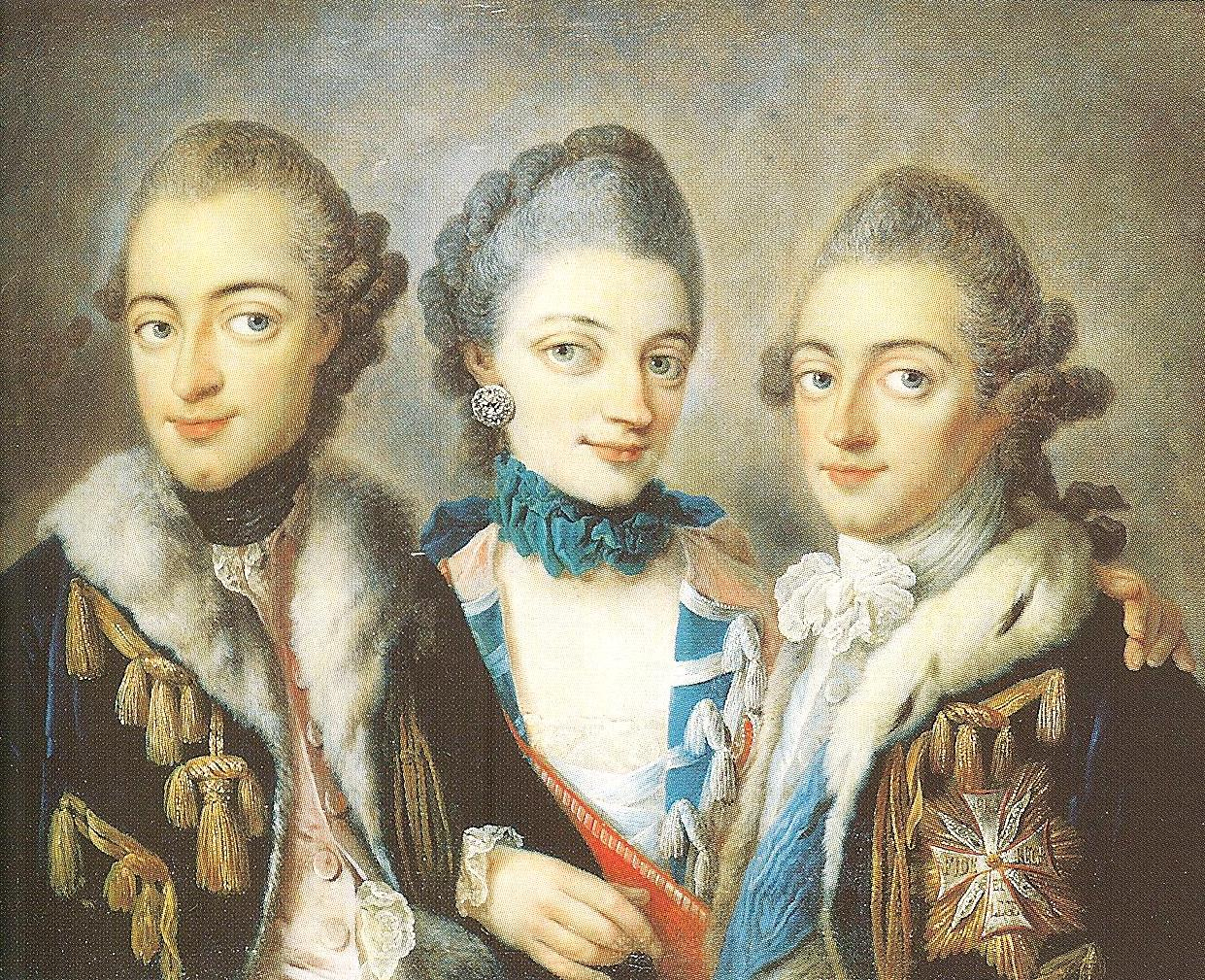
Duc Adolf Frederic IV i els seus germans, Staatliches Museum Schwerin.

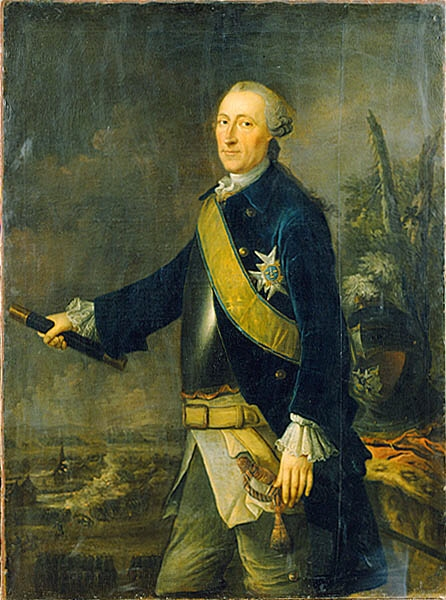
Reinhold Johan von Lingen

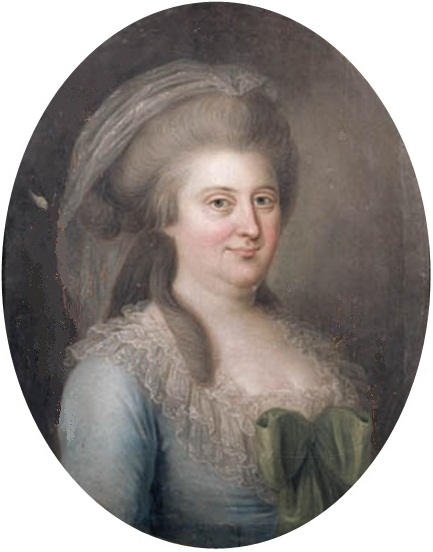
Retrat de Lluïsa de Saxònia-Gotha

### Alemanya
- Retrat dels ducs i les seves germanes agenollades al Schlossmuseum Neustrelitz (possiblement destruït el 1945)
- Concert a l'aire lliure, oli sobre tela, 54 × 44 cm, Staatliches Museum Schwerin
- Retaule de Nikolaikirche, Friedland (Mecklenburg) (possiblement destruït el 1945)
- Duc Adolf Frederic IV., c. 1760, oli sobre tela, 137 × 100 cm, Staatliches Museum Schwerin
- Duc Adolf Frederic IV i la seva germana, Staatliches Museum Schwerin (només atribuït)
- A Mother's Joy, Altes Rathaus, Neubrandenburg (possiblement destruït el 1945)

### Suècia
La col·lecció de retrats del castell de Gripsholm inclou tres obres d'oli sobre tela:
- El tinent general Reinhold Johan von Lingen, inscrit "D. Woge pinxit Stralsund 1759", 151 × 112,5 cm[2]
- Karl Gustav Strömschiöld, schwedischer Oberst, inscrit "D. Woge pinxit Stralsund 1759", 76 × 60 cm[2]
- Axel Fredrik von Fersen (1719–1794), 85 × 69 cm[2]

### Regne Unit
La British Royal Collection acull tres obres seves, totes oli sobre tela:
- Duquessa Elisabeth Albertine, c. 1740–1752, 80 × 63,5 cm[3]
- Duc Charles, ca. 1740–1752, Öl auf Leinwand, 81,4 × 67,5 cm[4]
- Duc Adolfo Frederic IV, signat i datat el 1768, 68,3 × 54,1 cm[5]

### Altres
Altres quatre retrats de Woge anteriorment a la col·lecció privada de la Casa de Mecklenburg-Schwerin i al catàleg del 1954 del Staatlichen Museum Schwerin, van ser retornats a la família i després el 1999 es van subhastar a Christie's a Amsterdam:
- Duquessa Louise Charlotte (cap al 1790)[6]
- Louisa de Sajonia-Gotha-Altenburg (1756-1808) (c. 1784/88)[7]
- Louisa de Sajonia-Gotha-Altenburg (1756-1808)[8]
- Adolf Frederic IV, de cos sencer[9]